# Eduardo de Castro González
Eduardo de Castro González (Melilla, 3 de març de 1957) és un funcionari i polític espanyol pertanyent a Ciutadans. Actualment és el president de la ciutat autònoma de Melilla.

## Biografia

### Formació acadèmica
És diplomat en Relacions Laborals per la Universitat de Granada. Va començar des de ben jove a treballar de funcionari al Ministeri de l'Interior i a l'Ajuntament de Melilla, on va exercir funcions superiors com a coordinació i direcció.

### Carrera política
L'any 2015 va decidir fer el salt a la política i va començar a militar en Ciutadans. A les eleccions a l'Assemblea de Melilla de 2015 va ser triat candidat de Ciutadans a la presidència de la ciutat autònoma obtenint-ne una representació de dos diputats.

### President de la ciutat autònoma de Melilla
A les eleccions a l'Assemblea de Melilla de 2019 va repetir com a candidat del seu partit a la presidència de la ciutat autònoma i, malgrat que la formació taronja va perdre un escó i ell va quedar com a únic diputat de Ciutadans a l'Assemblea de Melilla, De Castro va ser la clau per a formar el nou govern. Hi havia dues possibilitats: la primera, la reelecció de Juan José Imbroda, després de dinou anys al capdavant de la presidència de la ciutat de Melilla; la segona, conformar un govern alternatiu al costat de Coalició per Melilla i del PSOE. Després de diverses reunions a dues bandes tant amb Juan José Imbroda i el Partit Popular de Melilla com amb Coalició per Melilla i el PSOE, aquests últims no van aclarir la seva postura sobre la investidura.
El 15 de juny de 2019, a la constitució de l'Assemblea de Melilla, Juan José Imbroda va presentar la seva candidatura a la investidura per a la presidència de la ciutat autònoma comptant amb els vots favorables del Partit Popular de Melilla i Vox, mancant només el vot decisiu de Ciutadans. De Castro també va presentar la seva candidatura per presidir la ciutat i, amb els vots favorables de Coalició per Melilla i el PSOE, va ser nomenat president de la ciutat autònoma de Melilla.